# Entlebuch
Entlebuch é uma comuna da Suíça, no Cantão Lucerna. Em 2017 possuía 3.315 habitantes. Estende-se por uma área de 58,3 km², de densidade populacional de 59 hab/km². Confina com as seguintes comunas: Alpnach (OW), Doppleschwand, Hasle, Malters, Romoos, Sarnen (OW), Schüpfheim, Schwarzenberg, Werthenstein, Wolhusen. 
A língua oficial nesta comuna é o Alemão.